# Vulgar Display of Power
„Vulgar Display Of Power“ e американски музикален албум, шестия в историята на Пантера. Издаден през 1992 година, албумът получава положителни критики от целия свят. Част от него е и песента „Walk“, станала емблематична за групата Pantera и изпълнявана на почти всеки концерт. В него 'Dimebag' експериментира и с по-нисък тон на китарата. Албумът е уникално по себе си съчетание от тежки рифове и мелодични сола.

## Списък с Песни
- All tracks by Pantera.

1. „Mouth for War“ – 3:56
2. „A New Level“ – 3:57
3. „Walk“ – 5:15
4. „Fucking Hostile“ – 2:49
5. „This Love“ – 6:32
6. „Rise“ – 4:36
7. „No Good (Attack the Radical)“ – 4:50
8. „Live in a Hole“ – 4:59
9. „Regular People (Conceit)“ – 5:27
10. „By Demons Be Driven“ – 4:39
11. „Hollow“ – 5:45